# Rivière du Moulin (Saint-Gédéon)
Pour l’article homonyme, voir Moulin (homonymie).
La rivière du Moulin est un affluent de la rive est de la rivière Chaudière, laquelle coule vers le nord pour se déverser sur la rive sud du fleuve Saint-Laurent. Elle coule dans la municipalité de Saint-Gédéon-de-Beauce, dans la municipalité régionale de comté (MRC) de Beauce-Sartigan, dans la région administrative de Chaudière-Appalaches, au Québec, au Canada.

## Géographie
Les principaux bassins versants voisins de la rivière du Moulin sont :
- côté nord : rivière Chaudière, rivière à la Truite, rivière du Loup ;
- côté est : rivière du Loup ;
- côté sud : rivière Samson ;
- côté ouest : rivière Chaudière.

La zone de tête du bassin versant de la rivière du Moulin draine les terres agricoles du 3e rang de Saint-Gédéon-de-Beauce, près de la limite municipale de Saint-Théophile.
À partir de sa source, la rivière du Moulin coule surtout en zone agricole, sur 6,3 km répartis selon les segments suivants :
- 0,8 km vers le nord-ouest, jusqu'au chemin du 4e rang ;
- 0,8 km vers le nord-ouest, jusqu'à la rue de l'Église ;
- 3,5 km vers l'ouest, jusqu'au chemin du 6e rang ;
- 1,1 km vers l'ouest, jusqu'à la route 204 ;
- 60 m vers l'ouest, jusqu'à sa confluence.

La rivière du Moulin se déverse sur la rive est de la rivière Chaudière dans le Sixième Rang, dans la municipalité de Saint-Gédéon-de-Beauce. Cette confluence est située au nord du village de Saint-Gédéon-de-Beauce et au sud du village de Saint-Martin.

## Toponymie
Le toponyme Rivière du Moulin a été officialisé le 5 décembre 1968 à la Commission de toponymie du Québec.